# Stilpnophyllum grandifolium
Stilpnophyllum grandifolium är en måreväxtart som beskrevs av Bengt Lennart Andersson. Stilpnophyllum grandifolium ingår i släktet Stilpnophyllum och familjen måreväxter. IUCN kategoriserar arten globalt som starkt hotad.
Artens utbredningsområde är Ecuador. Inga underarter finns listade i Catalogue of Life.